# Erik en Opa
Erik en Opa is een Nederlandse stripreeks die werd getekend door Jan van Haasteren en geschreven door Patty Klein. De oorspronkelijke titel was Bartje en Opa. De strip verscheen van 1967 tot 1970 in Amsterdamse huis-aan-huisbladen en in 1971 en 1972 in Haagse huis-aan-huisbladen. Van 1974 tot 1980 werd de strip onder de nieuwe titel Erik en Opa gepubliceerd in het jeugdtijdschrift Jippo. De strip wordt beschouwd als een van de eerste Nederlandse familiestrips. In 1979 werd de strip voor het eerst in albumvorm uitgegeven ter promotie van de Nederlandse Hartstichting.

## Verhalen
Er zijn van Bartje en opa in het tijdschrift Aspect van 10 augustus 1970 tot 28 juli 1971 in ieder geval de afleveringen 8 t/m 15 en 17 t/m 41 verschenen (vier stroken per aflevering). De afleveringen 42 t/m 45 zijn mogelijk ook in Aspect gepubliceerd. Er bestaan waarschijnlijk meer afleveringen.
Er zijn van Erik en opa de volgende verhalen verschenen:
- In Jippo jaargang 2 (1975-1976): 40 gags. Aansluitend in Okki-Jippo Vakantieboek 1976 1 gag.
- In Jippo jaargang 3 (1976-1977): 40 gags.
- In Jippo jaargang 4 (1977-1978): 40 gags.
- In Jippo jaargang 5 (1978-1979): 40 gags.
- In Jippo jaargang 6 (1979-1980): 40 gags.
- In het hieronder genoemde album van de Nederlandse Hartstichting een verhaal van 14 pagina’s.
- In het hieronder genoemde album van Stripwinkel Storm Uitgaven 1 gag die niet in Jippo is verschenen.

## Albums
| Nummer | Titel                     | Uitgever                   | Inhoud                  | Jaar |
| ------ | ------------------------- | -------------------------- | ----------------------- | ---- |
|        | De schat van Barre Barend | Nederlandse Hartstichting  | verhaal 14 pag. (kleur) | 1979 |
| 1      | Alle ankers               | Malmberg                   | 44 gags (kleur)         | 1981 |
| 2      | Roestige roeren           | Malmberg                   | 44 gags (kleur)         | 1981 |
|        | Erik en Opa               | Rabobank                   | 15 gags (kleur)         | 1982 |
|        | Erik en Opa               | Stripwinkel Storm uitgaven | 42 gags (zwart-wit)     | 1987 |

Naast deze albums is in 1991 een “1992 dagkalender” verschenen.